# Anders Brink Madsen
Anders Brink Madsen (født 30. september 1975 i Roskilde) er en dansk skuespiller.
Han har bl.a. medvirket i forestillinger på teatrene Aarhus Teater, Teater Svalegangen, Teater Grob, Entré Scenen, Teaterkompagniet og Von Baden, og har blandt andre medvirket i forestillingerne American Buffalo, True West, Der Totmacher, Jesus Hopped The A-train, Efterladenskaber, Penetrator, Bucuresti, Alle ka' li' mig, Glengarry Glen Ross, Let Opklaring, Hvid stolthed, Brøl, De frivillige, Umælende kræ, Martyrer, Salamimetoden, Transit, med flere.
Han har siden 2001 været medlem af ensemblet i teatergruppen Von Baden og medvirket i flere spillefilm, novellefilm, tv-serier og reklamefilm.
Anders Brink Madsen medvirker også i podcast-comedy-serien Undskyld vi roder, der handler om den fiktive radiostation R8dio. Her spiller han Per Madsen, der er tidligere vagt i Rosengårdscentret. Per Madsen er desuden vært på programmet Her vogter jeg - med Per Madsen og medvært på Deutschland über Alles sammen med programdirektør Allan Sindberg, der spilles af Brian Lykke.

## Filmografi

### Film
| År   | Titel            | Rolle         | Noter |
| ---- | ---------------- | ------------- | ----- |
| 2008 | Himmerland       |               |       |
| 2008 | Det perfekte kup |               |       |
| 2009 | Kærestesorger    |               |       |
| 2009 | Camping          | Campingsælger |       |
| 2013 | Sorg og Glæde    |               |       |
| 2013 | Tarok            |               |       |
| 2015 | Rosita           | Frank         |       |
| 2017 | Kidnapning       | Far           |       |
| 2019 | De frivillige    | Morten        |       |
| 2020 | Krudttønden      |               |       |
| 2022 | Ur Spår          |               |       |

### Tv-serier
| År        | Titel                      | Rolle     | Noter        |
| --------- | -------------------------- | --------- | ------------ |
| 2000-2003 | Skjulte spor               |           |              |
| 2008      | Maj og Charlie             |           |              |
| 2013      | Dicte                      |           |              |
| 2018-2022 | Doggystyle                 | Jens      |              |
| 2019      | Sunday                     |           |              |
| 2022      | Julehjertets hemmelighed   | Karl Høst | Julekalender |
| 2023      | Troldehjertets Hemmelighed | Karl Høst |              |
| 2023      | Bag enhver mand            | Flemming  |              |